# Matara
Matara (Sinhalese: මාතර, Tamil: மாத்தறை) (al principi Mahathota) és una ciutat important de Sri Lanka, en la costa del sud de la Província del Sud, a 160 km de Colombo. És un important hub comercial, i és la capital administrativa del districte de Matara. Fou greument afectada pel tsunami de desembre de 2004.

## Demografia
Al cens del 2011 consta amb 68.244 habitants. El 2014 tot el districte tenia 831.000 habitants.

## Història
Matara històricament pertany a l'àrea que va ser anomenada Regne de Ruhuna, el qual era un dels tres regnes de Sri Lanka (Thun Sinhalaya තුන් සිංහලය). Matara anteriorment es va nomenar Mahathota. El riu Nilwala passa a través de Matara i hi havia una àmplia àrea que els transbordadors van utilitzar per travessar. Per això, la ciutat va ser cridada Maha Thota que derivava del sànscrit Maha Theertha, que significa "el transbordador gran". Segons Thotagamuwe Sri Rahula Thera al Paravi Sndesaya,  el rei Weerabamapanam va fer de Matara la seva capital i la va anomenar "Mapatuna". El temple al mig de la ciutat fou també construït per reis antics, i ara és un lloc sagrat molt popular entre els budistes de l'àrea.
En els segles XVI, XVII i XVIII, Matara va ser governat pel portuguesos primer i holandesos després.
El 1672 els portuguesos anomenaven a la ciutat "Maturai", que significa una fortalesa gran. Això pot haver estat una mala pronunciació de Thurai, la qual és la paraula tàmil per "Transbordador". El nom present de "Matara" tanmateix, ha estat utilitzat almenys els darrers tres segles relacionant a la connexió de la ciutat amb el riu Nilwala. En la cessió del rei Dharmapala a Portugal va esmentar que l'àrea del districte de Matara s'estenia de Kotte al riu Walawe Ganga.
El 1756 els holandesos van capturar la Província Marítima i la van dividir en quatre àrees administratives — Sabaragamuwa, Sath Korale, Sathara Korale i Matara. Fora d'aquests, el districte de Matara va cobrir l'àrea més gran (essencialment la totalitat de la Província del Sud més amunt del riu Kaluganga). 
El 1760 el fort fou atacat amb èxit per forces del rei singalès de Kandy. Matara va estar en mans dels singalesos gairebé un any. El 1762 els holandesos van reconquerir el fort de Matara sense trobar resistència significativa. Matara era el segon fort holandès més important, darrere del de Galle, a les províncies marítimes del sud i una base de comandament per alguns forts del interior.
El 1796 el fort fou entregat als britànics en una cerimònia. La cultura holandesa i anglesa i l'arquitectura encara poden ser percebudes per tot l'àrea. El far a Punta Dondra va ser construït pels holandesos i és considerat un dels fars més bonics i més vells de Sri Lanka. Les dues fortaleses, el fort de Matara i el fort d'Estrella, que van ser construït pels holandesos i poden ser trobats en la ciutat. Altres obres colonials importants són l'església de St. Mary i el mercat a Nupe Junction.

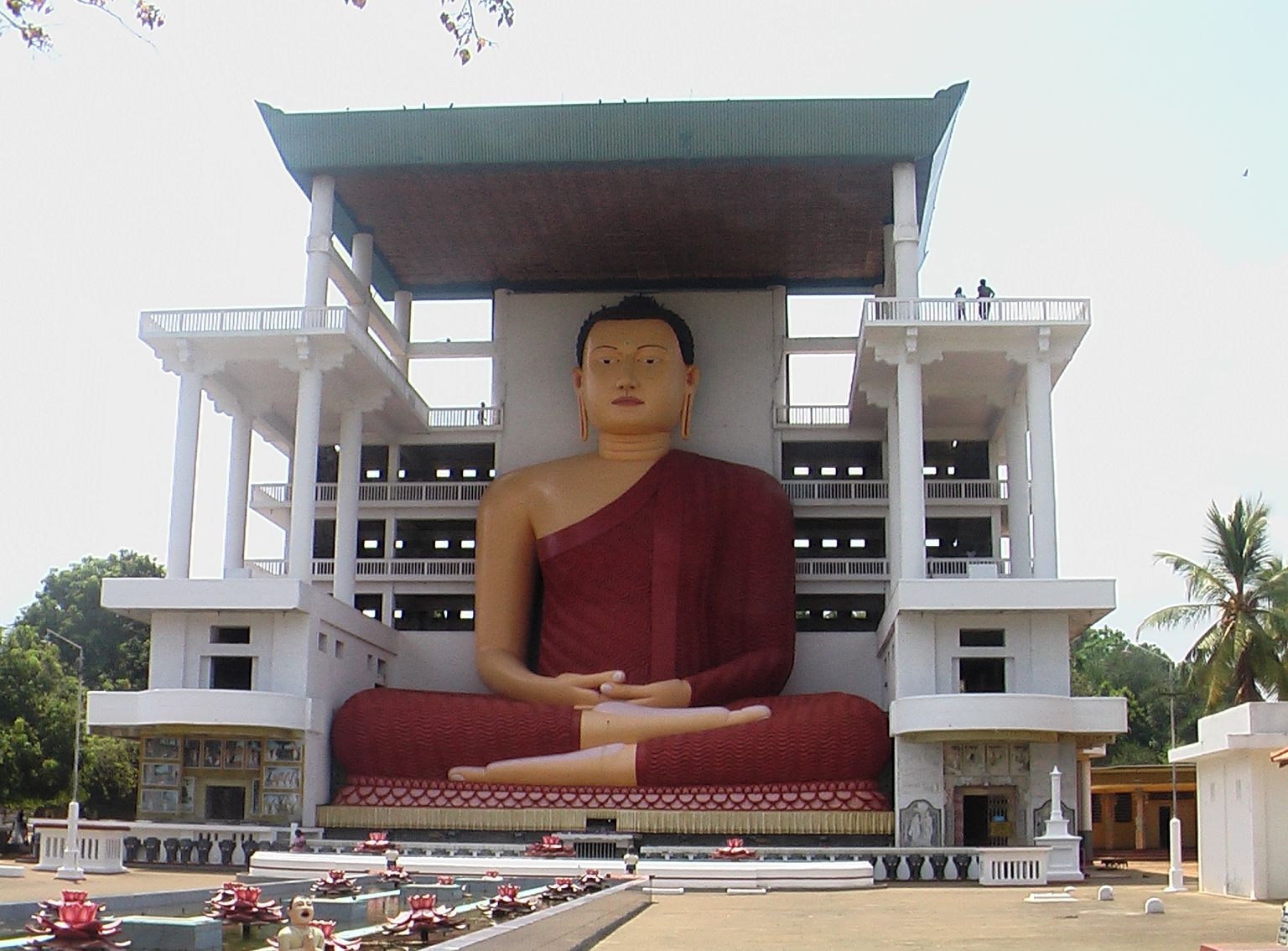
Temple Weherahena

Els pensadors més famosos que van viure a l'àrea foren Kumaratunga Munidasa i Gajaman Nona. La majoria ètnica de Matara és singalesa; durant els segles xvi i xvii els musulmans van arribar a l'àrea com comerciants d'Aràbia. Avui els seus descendents coexisteixen pacíficament amb singalesos, formant una minoria ètnica.

## Atraccions

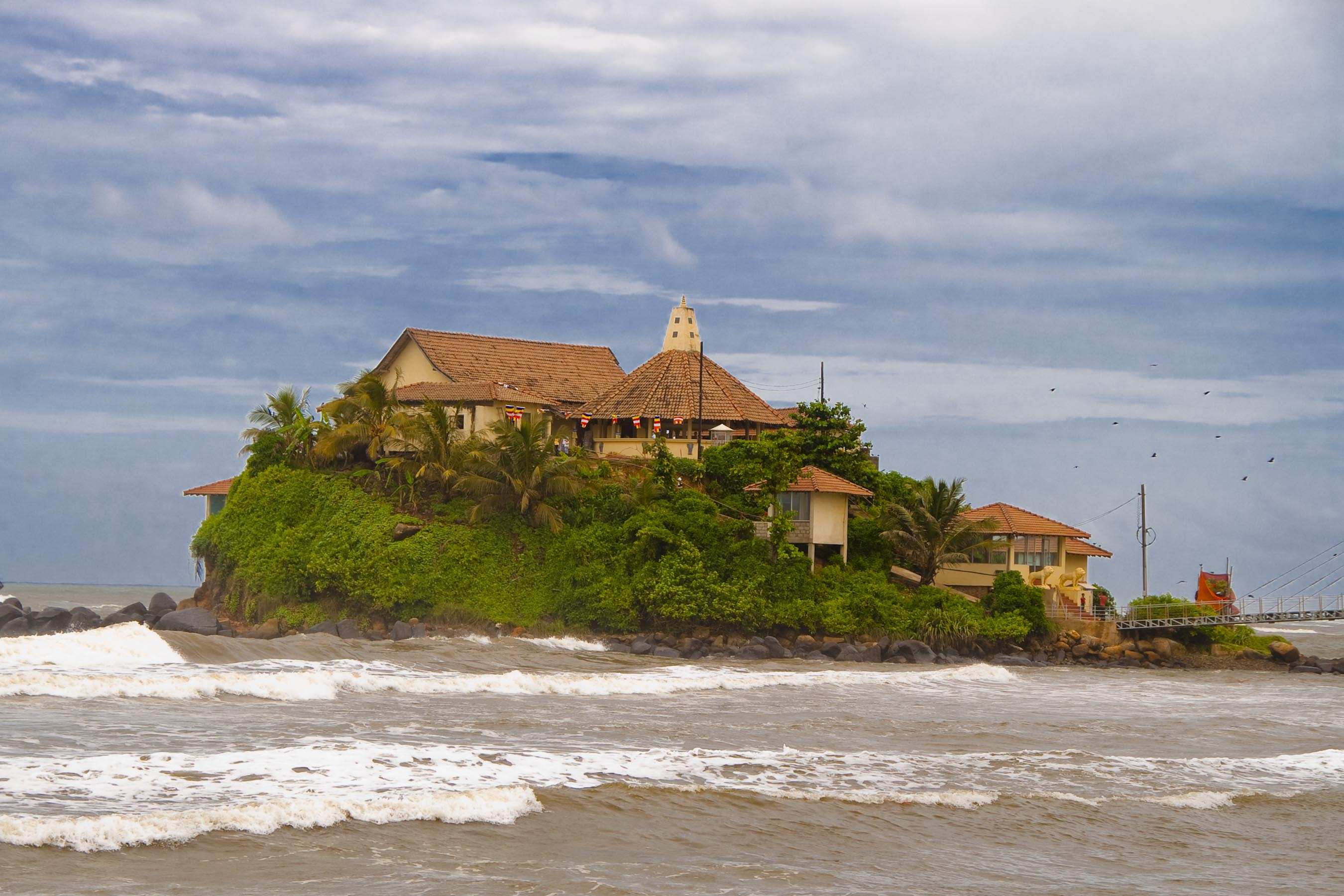
Parevi Dupatha a Matara

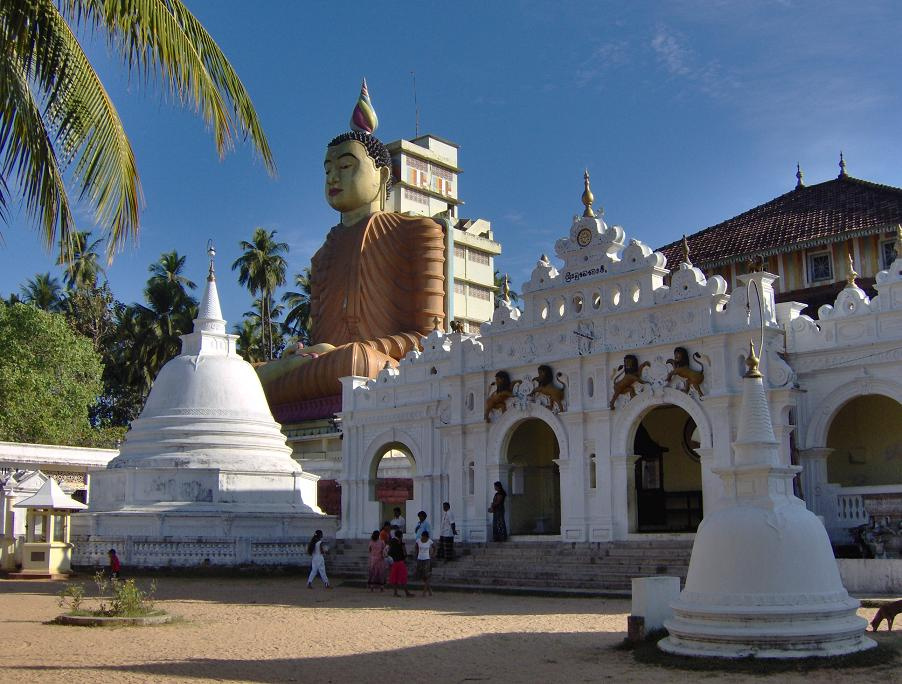
Wewurukannala Viharaya, Sri Lanka

- Parey Dewa (Roca en Aigua) o Paravi Dupatha el temple és un temple budista relativament modern a l'illa de Pigeon (una petita illa a la costa davant de la ciutat). El temple disposa de jardins atractius i alberga nombroses estàtues de Buda i una replica de la petjada de Buda suposadament trobada al cim d'Adam.
- Temple Weragampita Rajamaha Viharaya
- Matara Bodhiya, un temple budista, el qual és el lloc d'una figuera sagrada.
- Muralles i fort: El fort de Matara va ser construït el 1560 pels portuguesos i substancialment re-construït pels holandesos el 1640, després de la captura de Galle. El fort, el qual consisteix d'una gran muralla de pedra, ocupa el promontori, el qual separa la llacuna del riu Niwala i l'oceà.
- Església Reformada Holandesa de Matara. Va ser construïda al fort de Matara pels holandesos el 1706. Fou extensament remodelada el 1767, seguint la reconquesta del fort (perdut el 1761 davant els singalesos) el 1762.[2]
- Fort d'Estrella (Fort Star) és a la part occidental del riu Nawali. El fort va ser construït pels holandesos seguint la rebel·lió de Matara de 1761, per protegir el fort principal dels atacs que s'originaven des del riu. La construcció en forma d'estrella (únic fdort d'aquesta forma) va ser completada el 1765.
- Vell Mercat de Nupe va ser construït el 1784 pels holandesos aproximadament a 3.2 quilòmetres del fort de Matara.[3]
- Església de St. Mary és a la Carretera de la Platja. La data en l'entrada (1769) es refereix a la reconstrucció que segueix a la reconquesta del fort del 1762.